# M95
М95 (NGC 3351) е пресечена спирална галактика, разположена по посока на съзвездието Косите на Лъв. Открита е от Пиер Мешен през 1781.
Галактиката е член на галактичния свръхкуп в Лъв, с централна галактика М96.
Намира се на 38 млн. св.г., ъгловите ̀и размери са 7′.4 × 5′.1, а звездната ̀и величина е +11.4.
Около ядрото на галактиката е разположена пръстенообразна зона с бурно звездообразуване с диаметър 2000 св.г.